# أوقستو رودريغيز
أوقستو رودريغيز (بالإنجليزية: Augusto Rodríguez)‏ هو عسكري أمريكي، ولد في 1841 في سان خوان في الولايات المتحدة، وتوفي في 22 مارس 1880 في نيو هيفن في الولايات المتحدة.